# خورشیدگرفتگی در ماه

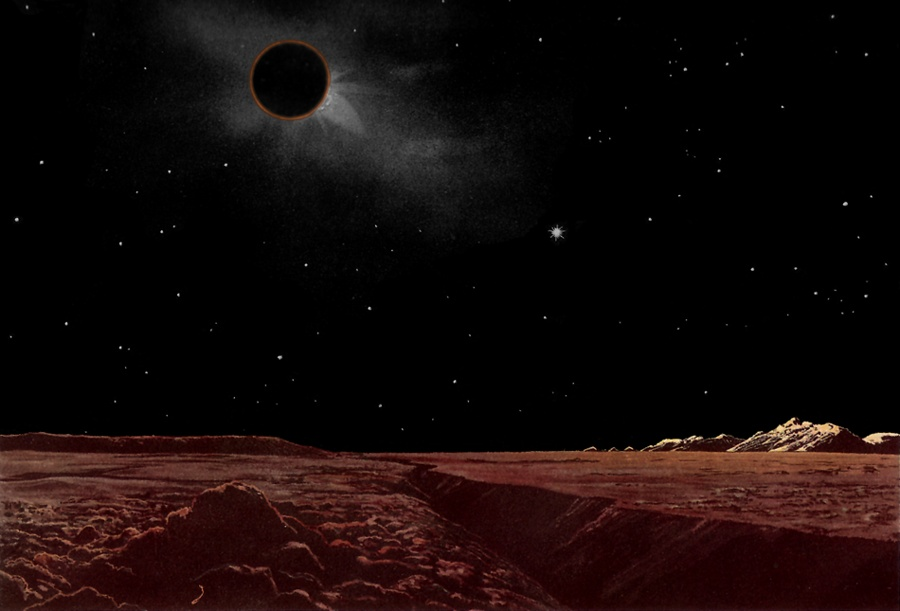
نقاشی از لوسین رودو از خورشیدگرفتگی بر روی ماه

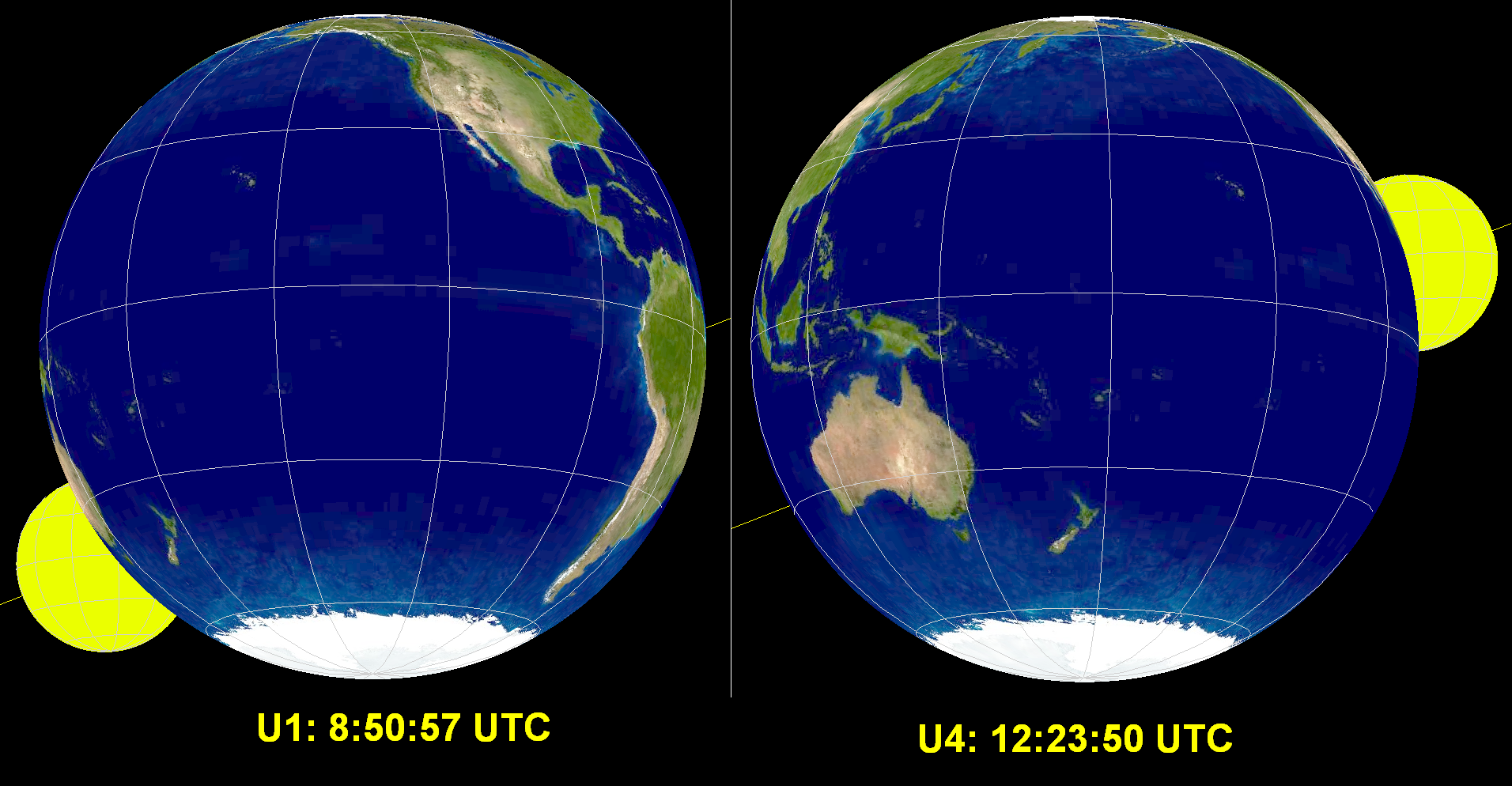
شبیه‌سازی آغاز و پایان ماه گرفتگی ۲۸ اوت ۲۰۰۷، از مرکز ماه مشاهده شده‌است.

خورشیدگرفتگی در ماه زمانی رخ می‌دهد که سیاره زمین از مقابل خورشید عبور کند و نور آن را برای رسیدن به سطح ماه مسدود کند. بینندگان روی زمین در طول خورشیدگرفتگی در ماه، ماه‌گرفتگی را تجربه می‌کنند.
این خورشیدگرفتگی‌ها تنها در سطوحی از ماه که از زمین قابل مشاهده است رخ می‌دهد. این سطوح شامل سمت پیدای ماه به اضافه قسمت‌های کوچکتر سمت پنهان ماه (آن قسمت‌هایی از ماه که از آن می‌توان در هنگام رُخ‌گردی کره زمین را دید) است. خورشیدگرفتگی‌ها در این مناطق در زمان طلوع و غروب ماه مشاهده می‌شوند و به دورترین مناطق سمت پیدا گسترش می‌یابند، اما عمدتاً در مناطق قطبی ماه گرفتگی خورشید دیده نمی‌شود. حدود چهل و یک درصد از سمت پنهان هرگز خورشیدگرفتگی را تجربه نمی‌کنند زیرا زمین هرگز در آنجا دیده نمی‌شود.
در جریان چرخیدن ماه به دور زمین، کره زمین تقریباً یک بار در ۲۴ ساعت می‌چرخد، اما موقعیت آن در آسمان تنها در یک موقعیت است و هرگز تغییر نمی‌کند. این برخلاف سایر قمرها یا ماهواره‌هایی است که به دور سیارات دیگر یا سیارات کوتوله و چند سیارک حتی در داخل منظومه خورشیدی می‌چرخند. با این حال، آنها در قسمت بیرونی منظومه شمسی بسیار نادر هستند.
آخرین خورشیدگرفتگی در ماه، یک گرفت کامل در ۲۶ مه ۲۰۲۱ بود، که به‌طور کامل برای کل سمت پیدا و پیرامون‌های سمت پنهان رخ داد.

## طول
برخلاف زمین که خورشیدگرفتگی در آن تنها تا دو ساعت و نیم به‌درازا می‌کشد، طولانی‌ترین خورشیدگرفتگی که می‌توان بر روی ماه مشاهده کرد تا پنج ساعت و نیم طول دارد. در برخی از گرفت‌های طولانی در ماه سایه زمین حداکثر تا شش ساعت ماه را لمس می‌کند.
زمانی که زمین کمی به ماه نزدیک‌تر باشد، برخی از گرفت‌ها طولانی‌تر می‌شوند. در چنین کسوف‌هایی، ماه با قطر ظاهری بزرگتر از خورشید بر روی زمین دیده می‌شود. در همین حال، زمانی که زمین کمی دورتر از ماه باشد، برخی از گرفت‌ها کوتاه‌تر می‌شوند. در زمین، ماه با قطر ظاهری کوچکتر از خورشید دیده می‌شود.
بر خلاف زمین که خورشیدگرفتی‌ها در آن در مکان‌های مختلفی آغاز می‌شوند و پایان می‌یابند، تمام خورشیدگرفتگی‌های ماه از غربی‌ترین بخش‌های سمت پیدا آغاز می‌شوند و در شرقی‌ترین بخش‌های سمت پیدا پایان می‌یابند.
خورشیدگرفتگی‌هایی که از نزدیک و درون مناطق قطبی ماه شروع می‌شوند همیشه جزئی هستند، در حالی که خورشید گرفتگی‌هایی که از استوا یا درون استوا شروع می‌شوند همیشه کامل هستند.
در طول خورشیدگرفتگی‌های طولانی، دما در ماه کاهش می‌یابد اما در بسیاری از دریاهاوارهای آن چنین نیست. با این حال، در برخی مناطق، دما همچنان بالا است. این امر به ویژه در مورد اقیانوس طوفان‌ها و دریای آسایش و دهانه‌های میانی تا بزرگ، به ویژه دهانه‌هایی با کف بازالت و بیشتر در بخش میانی ماه، برخی دهانه‌های جوان و چند دهانه بزرگ دوردست، به‌ویژه دهانه تیکو (واقع در ۴۳٫۳۱ درجه سانتی‌گراد) صدق می‌کند. برخی از دهانه‌ها کمی خنک تر هستند اما به گرمی سطح و گرمتر از مناطق خارج از حوضه‌ها مانند کوپرنیک و لنگرنوس  هستند.

## تاریخ
در اوایل تاریخ ماه، پس از حدود ۴٫۳ میلیارد سال، یعنی زمانی که ماه شکل گرفت، مدار گردش آن به زمین نزدیک‌تر شد. در آن زمان خورشیدگرفتگی‌ها بر روی ماه بیشتر از خورشیدگرفتگی‌های کنونی به طول می‌انجامید. میلیون‌ها سال بعد، زمان این گرفت‌ها کاهش یافت. ده‌ها میلیون سال بعد، با دور شدن تدریجی مدار ماه از زمین، درازای کسوف‌ها کمتر شدند. دید خورشید نیز، حتی فام‌سپهر (کروموسفر) آن، توسط زمین مسدود شده بود. حدود صدها میلیون سال پیش، زمین تمام فام‌سپهر خورشید را مسدود کرد. در همان زمان، کسوف‌های جزئی بیشتری در ماه رخ داد. همان‌طور که ماه در هر سال حدود ۳٫۸ سانتی‌متر از زمین عقب می‌نشیند، طول کلی خورشید گرفتگی نیز تدریجاً کوچک می‌شود.

## در فرهنگ عامه
در بسته‌ای از سیگارهای ویلز، یکی از کارت‌های تنباکو که برای اولین بار در سال ۱۹۲۸ برای چند سال صادر شد، خورشیدگرفتگی در ماه به تصویر کشیده شده‌است. این اولین تصویر نقش‌شده مربوط به خورشیدگرفتگی ماه بود.